# Fjälluggla
Fjälluggla (Bubo scandiacus) är en uggla som förekommer cirkumpolärt på tundran i polartrakterna på norra halvklotet. Dess dräkt är relativt ljus med mycket inslag av vitt och den lever mest av lämlar och andra smågnagare. Arten minskar kraftigt i antal och betraktas vara utrotningshotad, i Sverige till och med akut hotad.

## Utseende och läte

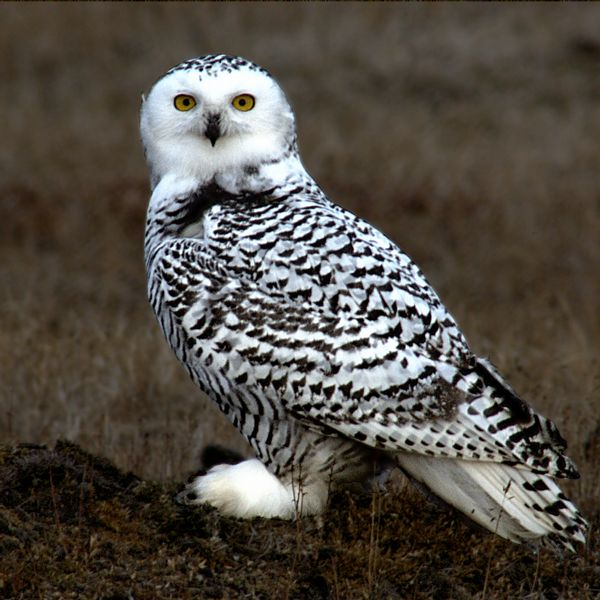
Juvenil.

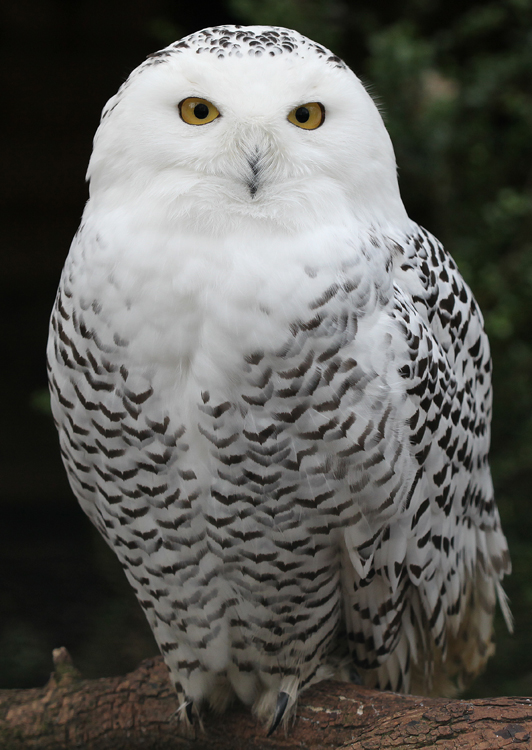
Hona.

Fjällugglans längd varierar från 53 centimeter till 66 centimeter, vingspannet är 140–165 centimeter. Vikten för en hane är cirka 1,7 kilogram och för en hona cirka 2,1 kilogram. Dess ögon är stora och gula och bedömer avståndet till bytet korrekt. Fjällugglan är tyst, skygg och svår att få tag på, men på vårkanten gör varje par anspråk på sitt territorium med efterhängsna rop som kan höras så långt som tio kilometer.

## Systematik

### Taxonomi
När Linné beskrev fjällugglan 1758 förde han den till släktet Strix och han gav den två synonyma vetenskapliga namn, Strix scandiaca och Strix nyctea. 1931 strök professor Einar Lönnberg den ena synonymen och gav den namnet S. scandiaca. När senare forskning påvisade stora skillnader mellan släktet Strix och fjälluggla förde man den istället till ett eget släkte. Man använde sig då av Linnés två synonyma namn, släktet fick namnet Nyctea och artnamnet blev N. scandiaca. Studier av DNA har påvisat fjällugglans nära släktskap med berguv (Bubo bubo), och därför klassificeras fjälluggla numera till släktet Bubo och har det vetenskapliga namnet Bubo scandiacus. Observera att det ändrade släktnamnet innebar att även artepitetet ändrade namn från scandiaca till  scandiacus (enligt släktnamnets genus).

### Underarter
Under senaste istiden fanns det en centraleuropeisk underart Bubo scandiacus gallicus som numera är utdöd, men idag delas fjällugglan inte upp i några underarter.

## Utbredning och förekomst
Fjällugglan förekommer i norra halvklotets nordligare regioner, om sommaren framförallt norr om 60:e breddgraden. Den finns på tundran runt Norra ishavets kuster och på Grönland, Alaska, Kanada, Island, Skottland, i den skandinaviska fjällkedjan, Finland och Ryssland. Häckningar förekommer framförallt i Sibirien, Alaska och Kanada och endast ett fåtal i Europa. Fjällugglan är nomadisk, under hela året. Vid år med dålig tillgång på lämlar rör den sig över stora områden för att finna lämpliga häckningsområden och exempelvis fåglar ringmärkta i Sverige har återfunnits i Sibirien. Vanligtvis går vandringsrörelserna i öst-västlig riktning men vid stor brist på föda kan den även dra söderut. I Europa har den bland annat observerats i Nederländerna, Frankrike, Österrike och i forna Jugoslavien, och i Asien har den observerats i Pakistan, Sydkorea och Japan.

### Förekomst i Sverige
I Sverige finns arten i de norra delarna, från Härjedalen och norrut, men endast sällsynt. Vissa år finns häckande par där men ofta saknas den helt som häckningsfågel. Lämmelåret 2011 avspeglade sig i relativt framgångsrik häckningssäsong. Det svenska beståndet är så litet att arten är upptagen på den svenska rödlistan som akut hotad (CR).

## Ekologi

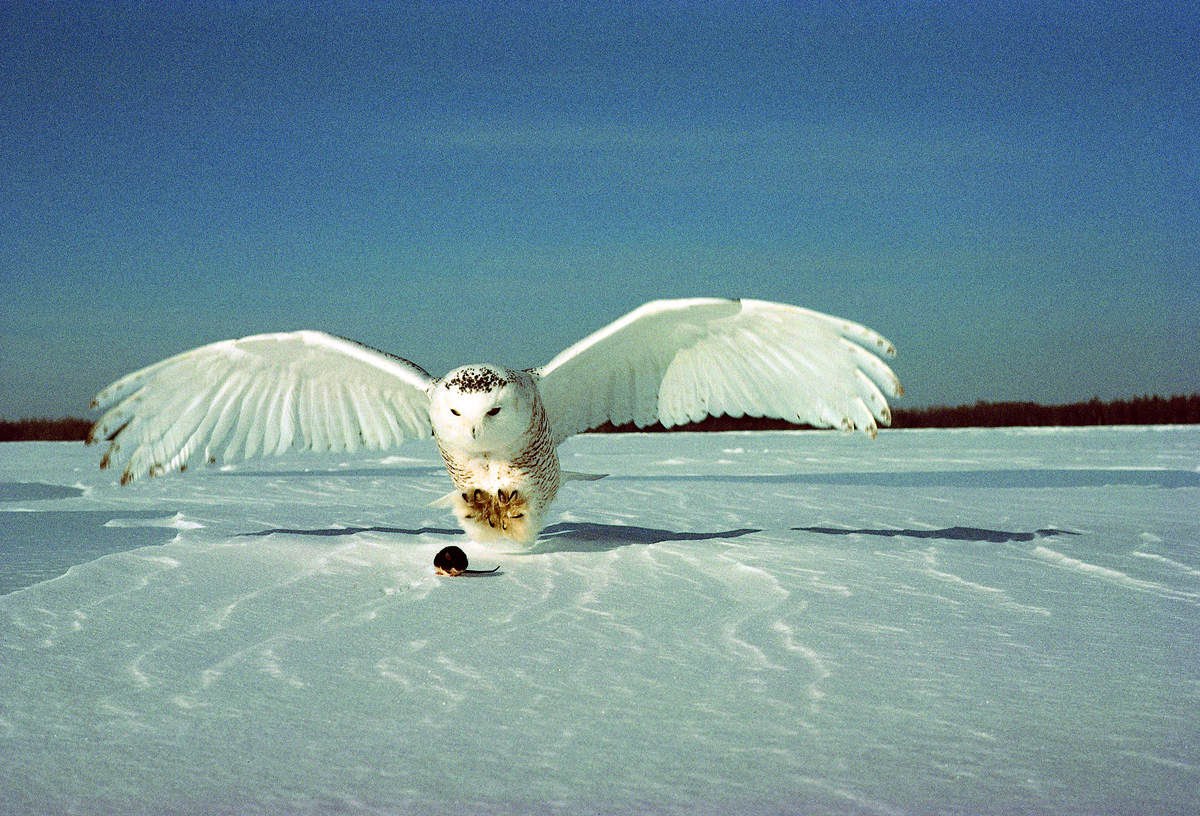
Jagande fjälluggla.

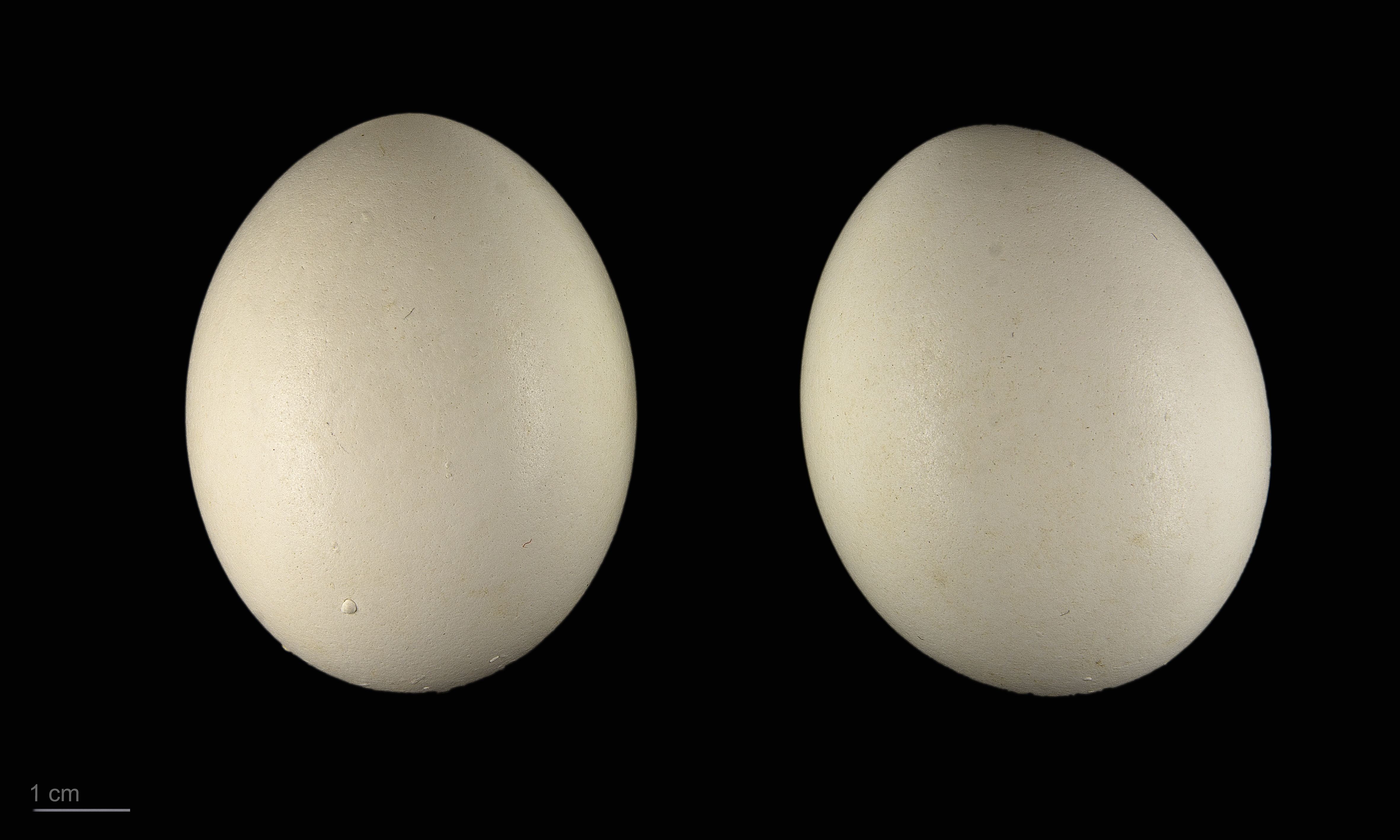
Bubo scandiacus

### Häckning
Häckningens omfattning och geografiska utbredning varierar utifrån tillgången på föda, vilket bland annat resulterar i att den ibland kan häcka längre söderut. Häckningsbiotopen ligger ovan trädgränsen, på fjällhedar och liknande vidsträckta, öppna områden med småkuperad terräng.

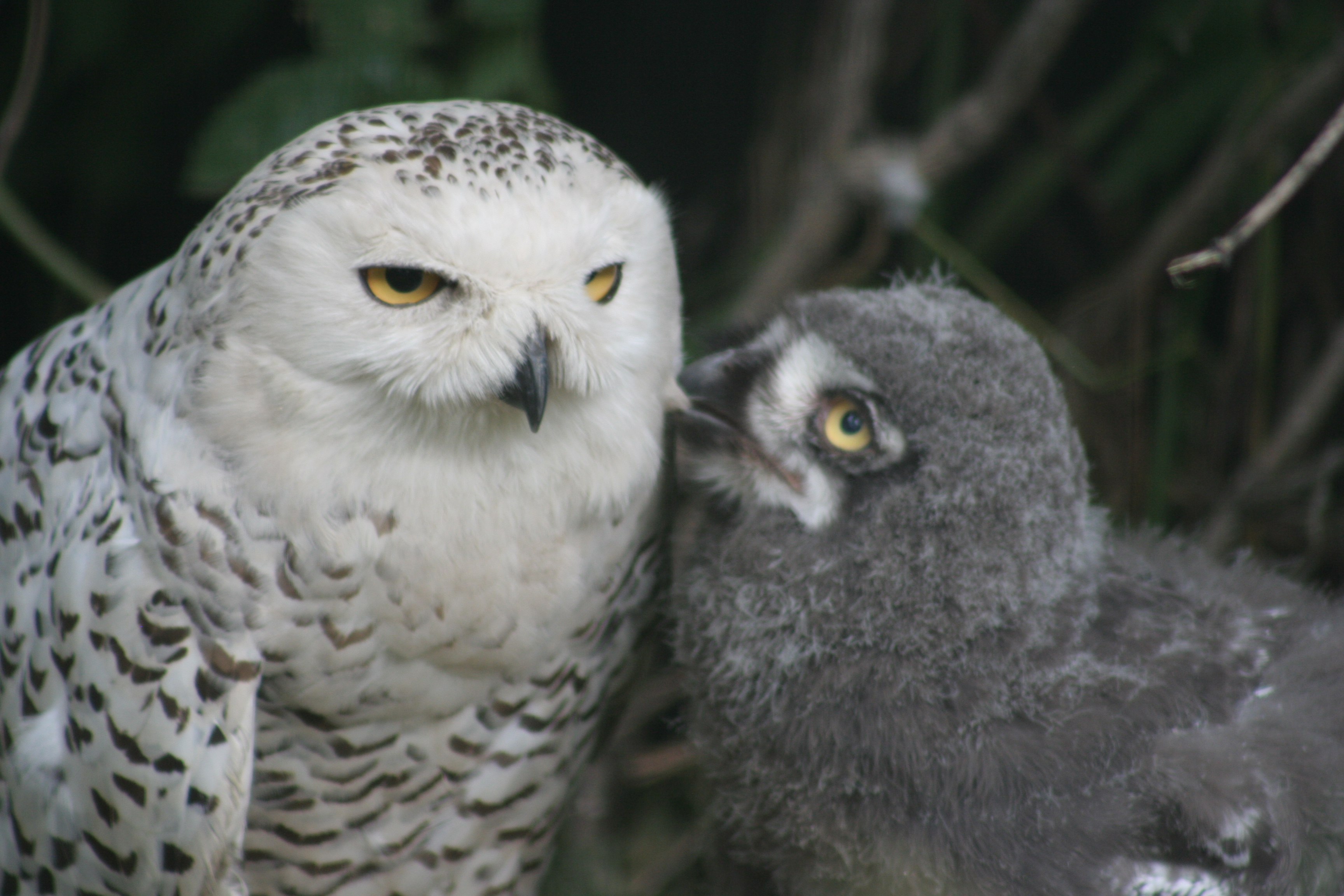
Hona och en juvenil.

Boet ligger direkt på marken och består av en uppskrapad grop på toppen av ett stenröse, men den kan även häcka i övergivna örnnästen. Den väljer ofta en boplats som är snöfri och som ger en god utblick över ett jaktområde. Häckningen infaller i maj, och beroende på födotillgången varierar kullen mellan 5 och 14 ägg, som läggs ungefär varannan dag och ruvas från det första. Äggen kläcks ungefär fem veckor senare, ett efter ett, och ungarna som därför blir olika stora tas om hand av båda föräldrarna.

### Föda
Fjällugglan lever nästan uteslutande på gnagare som lämlar och sorkar men tar ibland även fåglar, och då speciellt juvenila ripor. Med hörseln kan den lokalisera bytesdjur under snötäcket, varefter den kan slå bytet genom snön.

## Fjällugglan och människan

### Status och hot
Fjällugglan har ett mycket stort utbredningsområde och ett stort globalt bestånd. Trots att populationsutvecklingen var negativ ansågs den länge inte vara hotad globalt. Studier från 2016 visar dock att arten minskar kraftigare än man tidigare trott, framför allt i Nordamerika, men möjligen även i Europa och Asien. I USA och Kanada har den minskat med 64% mellan 1970 och 2014. IUCN kategoriserar därför arten sedan 2017 som sårbar (VU). Vad som orsakar denna minskning är oklart, men troliga faktorer är klimatförändringar och kollisioner med fordon och infrastruktur.
Tidigare uppskattades världspopulationen till 200 000 individer, men sentida studier visar att den endast 14 000 par återstår, möjligen till och med bara 7 000–8 000 par. I Europa uppskattas 700–2 300 par häcka.

#### Status i Norden
I Norden idag tros antalet häckande fjällugglor fluktuera mellan noll och några tiotal par. På samma sätt fluktuerar antalet på Island mellan noll och fem par. Allt längre perioder mellan konstaterade häckningar tyder möjligen på ett minskande bestånd på Nordkalotten.
Under gnagaråret 1978 häckade flera hundra par i svenska fjällen, 1981 noterades fem par häcka och 1982 minst 17 påbörjade häckningar. Först 2001 konstaterades nästa häckningar, med två par vid Stora Sjöfallet. Därefter har en i Lycksele lappmark 2005 och tre i norra Jämtland 2011 med en hane och tre honor. Inga häckningar rapporterades alltså 1979, 1983–2000, 2002–2004 och 2006–2010. I 2020 års rödlista upptas den som akut hotad.
I norra Finland konstaterades inga häckningar 1932–1974, då plötsligt cirka 35 par reproducerade sig. Därefter dröjde det till 1987 (21 par), 1988 (15 par), 2003 (ett par), 2007 (fem, möjligen sju till åtta par) samt 2011 (tio par). I Norge har arten noterats häcka 23 år mellan 1974 och 2007, som flest 14 par 1974, 22 par 1978, 20 par 1985 samt åtta par 2001. År 2011 häckade 42 par.

### Namn
Ett äldre namn för fjällugglan är snöuggla och ett annat är harfång, vilket bland annat användes av Linné. Det senare namnet menar Malm 1877 referera till fågelns starkt befjädrade fötter som därför skulle påminna om harens.På franska kallas arten Harfang des neiges eller Chouette Harfang vilket är ett direkt lån av det gamla svenska namnet.

### I kulturen
I fantasyromanserien Harry Potter får huvudpersonen Harry en fjälluggla på sin elfte födelsedag, som han döper till Hedwig. En bild på en fjälluggla förekommer som del av internetfenomenet O RLY?. Fjällugglan är kanadensiska Québecs provinsfågel.